# 보광운수
보광운수(寶廣運輸)는 서울특별시의 시내버스 회사이고 본사는 서울특별시 중랑구 신내역로 25 (신내동)에 있다. 계열사로는 서울특별시의 시내버스 업체인 보광교통과 다모아자동차가 있다.

## 연혁
- 1997년 1월 1일 : 마을버스 회사인 신내운수(新內運輸)로 설립
- 2004년 3월 1일 : 사명을 신내운수(新內運輸)에서 용림교통(龍林交通)으로 변경
- 2004년 7월 1일 : 2004년 서울시내버스 개편과 함께 전환
- 2015년 7월 1일 : 사명을 용림교통(龍林交通)에서 보광운수(寶廣運輸)로 변경
- 2020년 1월 : 다모아자동차가 인수하여 다모아자동차 계열사로 편입
- 2023년 3월 13일: 2234번과 2235번을 통합, 2236번 신설[1]

## 운행 노선
2023년 5월 13일 기준이다.
| 운행노선 | 운행구간       | 운행구간 | 운행구간 | 배차간격 (분) | 인가 대수 | 비고                |
| -------- | -------------- | -------- | -------- | ------------- | --------- | ------------------- |
| 2113번   | 중랑공영차고지 | ↔        | 석계역   | 7~15          | 13        | 구 중랑마을 1번     |
| 2114번   | 중랑공영차고지 | ↔        | 태릉시장 | 7~12          | 13        | 구 중랑마을 2번     |
| 2236번   | 중랑공영차고지 | ↔        | 신이문역 | 8~16          | 15        | 구 2234번 및 2235번 |

## 이전 보유 노선
| 운행노선 | 운행구간           | 운행구간 | 운행구간           | 비고                                                           |
| -------- | ------------------ | -------- | ------------------ | -------------------------------------------------------------- |
| 1116번   | 솔샘터널           | ↔        | 월곡역             | 2008년 1112번과 통합 이후 1117번으로 변경                      |
| 2234번   | 중랑공영차고지     | ↔        | 봉화산역           | 구 중랑마을 1-1번과 2023년 3월 13일 2234번 폐선 및 2236번 신설 |
| 2235번   | 중랑공영차고지     | ↔        | 신이문역           | 구 중랑마을 5번과 2023년 3월 13일 2235번 폐선 및 2236번 신설   |
| 4012번   | 서울고속버스터미널 | ↔        | 서울고속버스터미널 | 2006년 12월 1일 폐선                                           |
| 4427번   | 청담동 건영아파트  | ↔        | 한티역             | 2005년 9월 1일 폐선                                            |

## 차량 현황
- 현대 그린시티
- 뉴 슈퍼 에어로시티
- 저상 뉴 슈퍼 에어로시티

## 갤러리

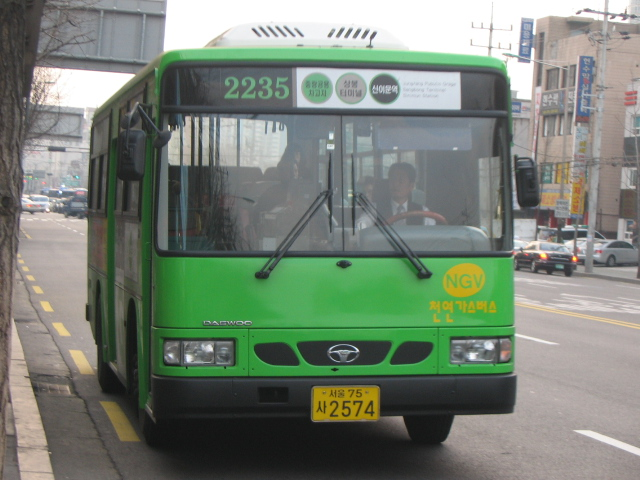
서울시내버스 2235번

## 같이 보기
- 김포교통
- 공항버스
- 도원교통
- 선진운수
- 중부운수
- 다모아자동차
- 보광교통